# Miguel Granados (activista)
Miguel Eduardo Granados es un activista político venezolano y miembro del partido opositor Vente Venezuela. En 2024 fue detenido por agentes de la Policía Nacional Bolivariana (PNB) en Caracas pocos meses después de las elecciones presidenciales de Venezuela el mismo año. Al menos desde una semana después de su arresto se ha desconocido su paradero.

## Detención
El 27 de octubre de 2024, pocos meses después de las elecciones presidenciales de Venezuela el mismo año, fue detenido por agentes de la Policía Nacional Bolivariana (PNB) en un restaurante de Caracas.Su detención se produjo poco después del arresto de Marcos Castillo en el estado Apure, también miembro del Comando por Venezuela y producida en menos de 24 horas, y de la muerte del activista Edwin Santos. El Comité de Derechos Humanos de Vente Venezuela denunció las detenciones, responsabilizaron a Nicolás Maduro de su integridad y exigió conocer el paradero de los activistas.
Pasada una semana de su detención, se desconocía el paradero de Miguel. Para esa fecha, Vente Venezuela estimaba que 164 dirigentes opositores y activistas habían sido detenidos, la mayoría de quienes habían colaborado con la campaña electoral del candidato opositor Edmundo González. Por su parte, la organización de derechos humanos Foro Penal había documentado 1.953 presos políticos, 1.824 de los cuales fueron detenidos después de las elecciones.